# Sen Dog
Sen Dog, pseudonimo di Senen Reyes (Pinar del Río, 20 novembre 1965), è un rapper e produttore discografico cubano con cittadinanza statunitense.

## Biografia
È membro del gruppo hip hop Cypress Hill e fratello maggiore del rapper Mellow Man Ace.
Sen Dog ha sviluppato una carriera solista oltre alla grossa mole di lavoro svolto con i Cypress Hill, nel 2006 ha collaborato proprio con il fratello Mellow Man Ace registrando un album in studio dal titolo Ghetto Therapy sotto il nome di The Reyes Brothers, l'album è uscito il 3 ottobre per la loro etichetta discografica Latin Thug Records.
Quest'ultima etichetta è stata fondata proprio da Sen Dog, Fred Sherman e Big Marv per supportare il lavoro di Sen ed i suoi progetti correlati, come ad esempio il lavoro con Mellow Man Ace.

## Discografia

### Con i The Reyes Brothers
- 2006 – Ghetto Therapy

### Con i Cypress Hill
- 1991 – Cypress Hill
- 1993 – Black Sunday
- 1995 – Cypress Hill III: Temples of Boom
- 1998 – Cypress Hill IV
- 2000 – Skull & Bones
- 2001 – Stoned Raiders
- 2004 – Till Death Do Us Part
- 2010 – Rise Up